# Beckingham (Nottinghamshire)

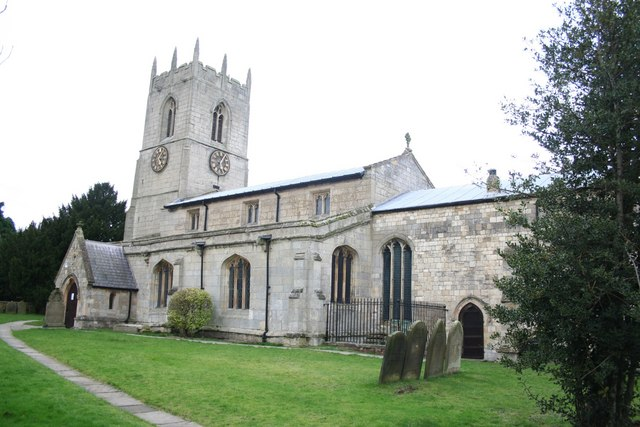
Kościół w Beckingham

Beckingham – wieś w Anglii, w hrabstwie Nottinghamshire, w dystrykcie Bassetlaw. Leży 54 km na północ od miasta Nottingham i 216 km na północ od Londynu. W 2001 miejscowość liczyła 1168 mieszkańców.